# Beast in Black
Beast in Black é uma banda de power metal finlando-greco-húngara que foi fundada, em 2015, em Helsínquia, pelo guitarrista e compositor Anton Kabanen.
A banda conta com influências musicais de Judas Priest, Manowar, W.A.S.P., Accept e Black Sabbath. 

## História
Anton Kabanen fundou a banda em 2015 depois de deixar a sua antiga banda Battle Beast no início do mesmo ano. Tal como Battle Beast, o nome da banda é uma homenagem à manga e anime japonês Berserk .
Beast In Black assinou um contrato com a discográfica Nuclear Blast e lançou o primeiro álbum, Berserker, em 3 de novembro de 2017, tendo recebido respostas muito positiva por todo o mundo. O álbum de estreia ficou em sétimo lugar nos rankings finlandeses. Além disso, Berserker também apareceu nas tabelas de vendas na Alemanha, França, Reino Unido, Suécia e Suíça.

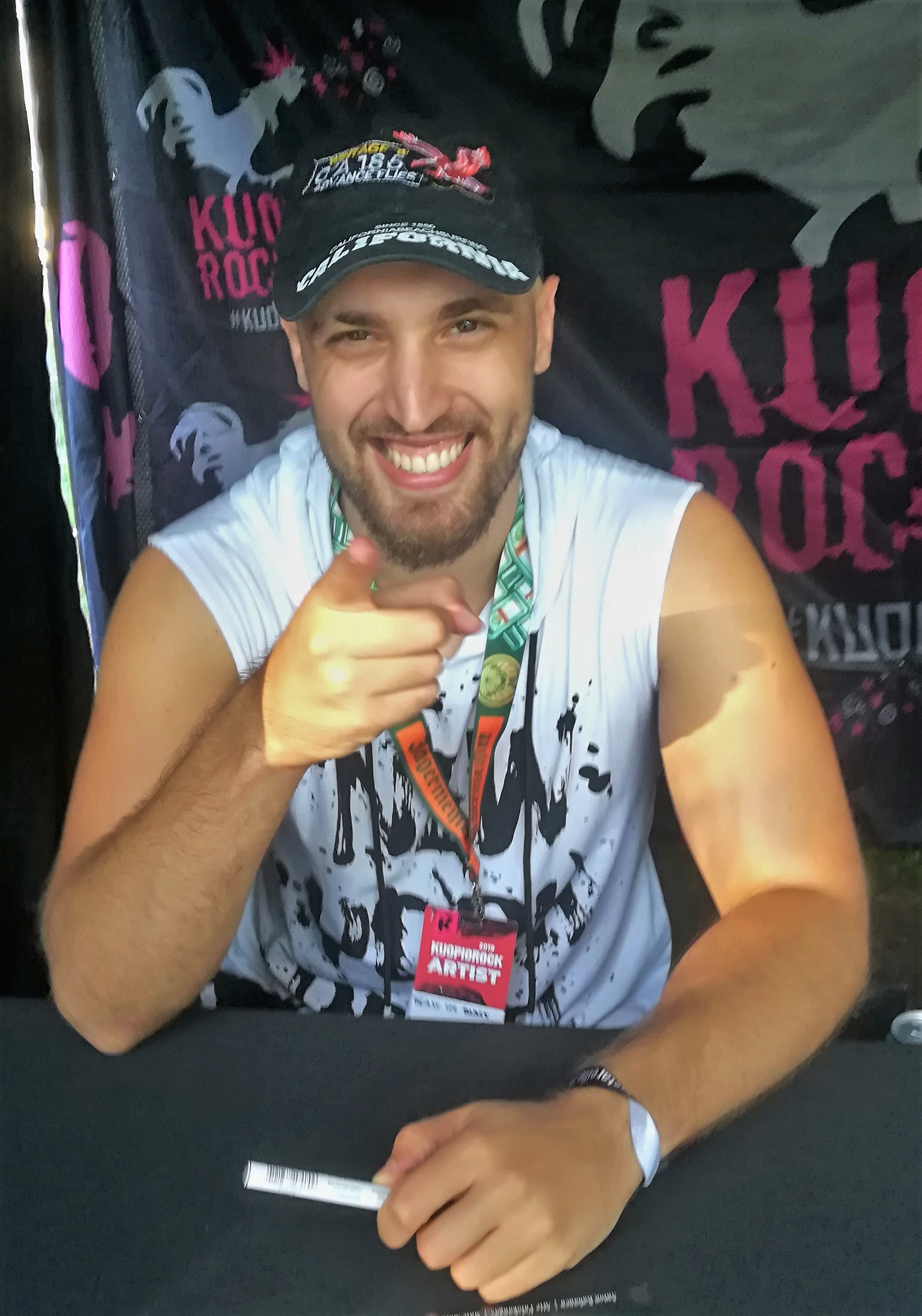
Yannis Papadopoulos no Kuopio Rock 2019

Em 7 de fevereiro de 2018, foi anunciado que Atte Palokangas substituirá Sami Hänninen como baterista permanente. A banda inclui o vocalista grego Yannis Papadopoulos (ex-Wardrum), o baixista húngaro Mate Molnar (Wisdom) e Kasperi Heikkinen (ex-guitarrista de bandas como U.D.O., Amberian Dawn, etc.).
Em 21 de março de 2018, foi anunciado que Beast In Black iria abrir o concerto dos Nightwish na parte europeia da sua turné Decades: World Tour.
O segundo álbum da banda, From Hell with Love, foi lançado a 8 de fevereiro de 2019. Após o lançamento do álbum, a banda fez a sua primeira turné na Europa com a banda finlandesa de metal industrial Turmion Kätilöt como suporte.
A 26 de outubro de 2021, Beast in Black lançou o seu terceiro álbum, Dark Connection. Para além de Berserk, várias músicas do álbum fazem referência a séries de ficção científica como Blade Runner, Armitage III e Cyber City Oedo. O álbum chegou às tabelas de vendas na Finlândia, onde ficou em primeiro lugar, e na Alemanha,  Estados Unidos, Japão, Reino Unido, Suécia e Suíça.

## Membros
Membros atuais
- Anton Kabanen – guitarra principal, voz de apoio, teclas (2015–presente)
- Yannis Papadopoulos – voz (2015–presente)
- Kasperi Heikkinen – guitarra rítmica (2015–presente)
- Máté Molnár – baixo (2015–presente)
- Atte Palokangas – bateria (2018–presente)

Beast In Black, current lineup live at Rockharz 2022
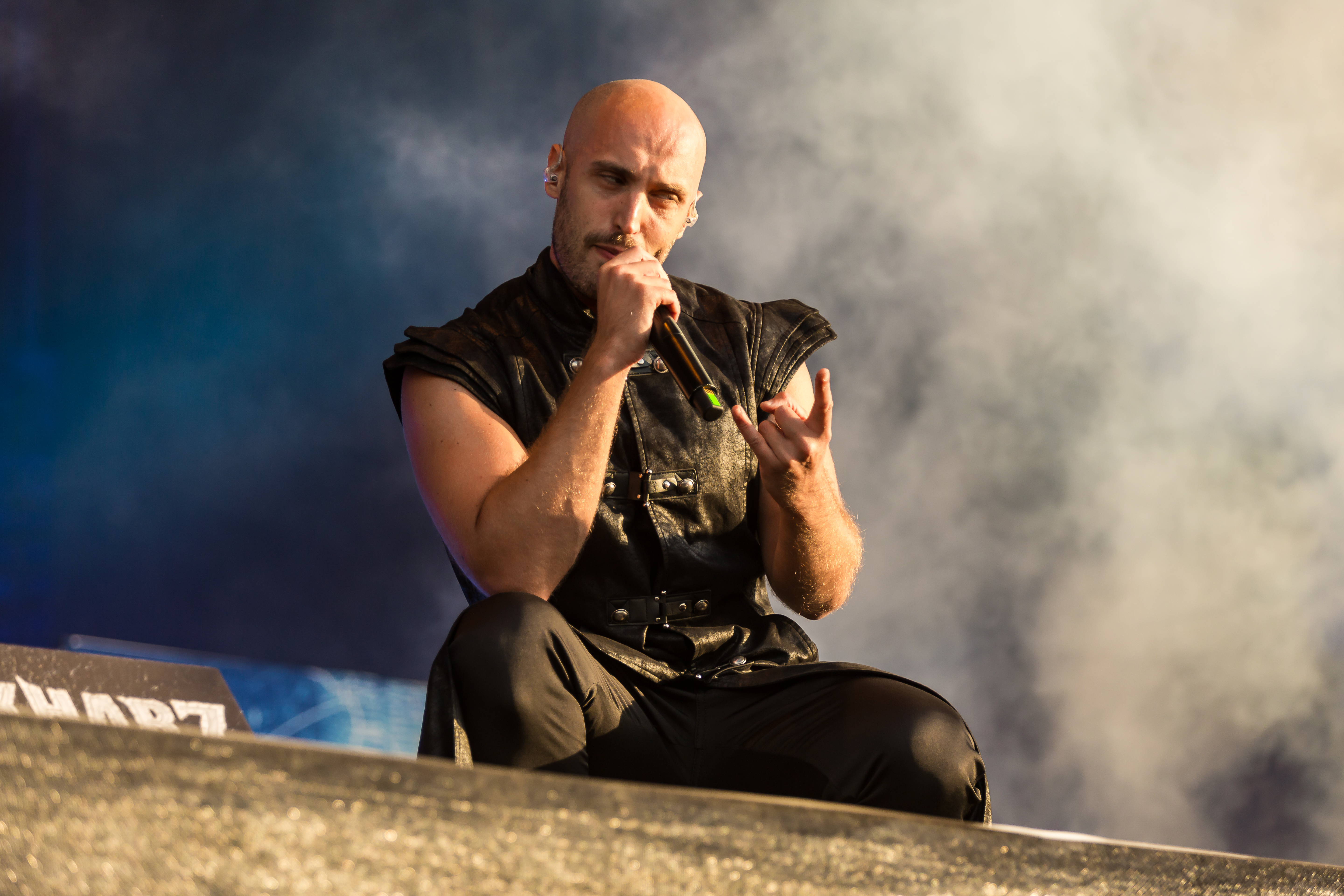
O vocalista Yannis Papadopoulos
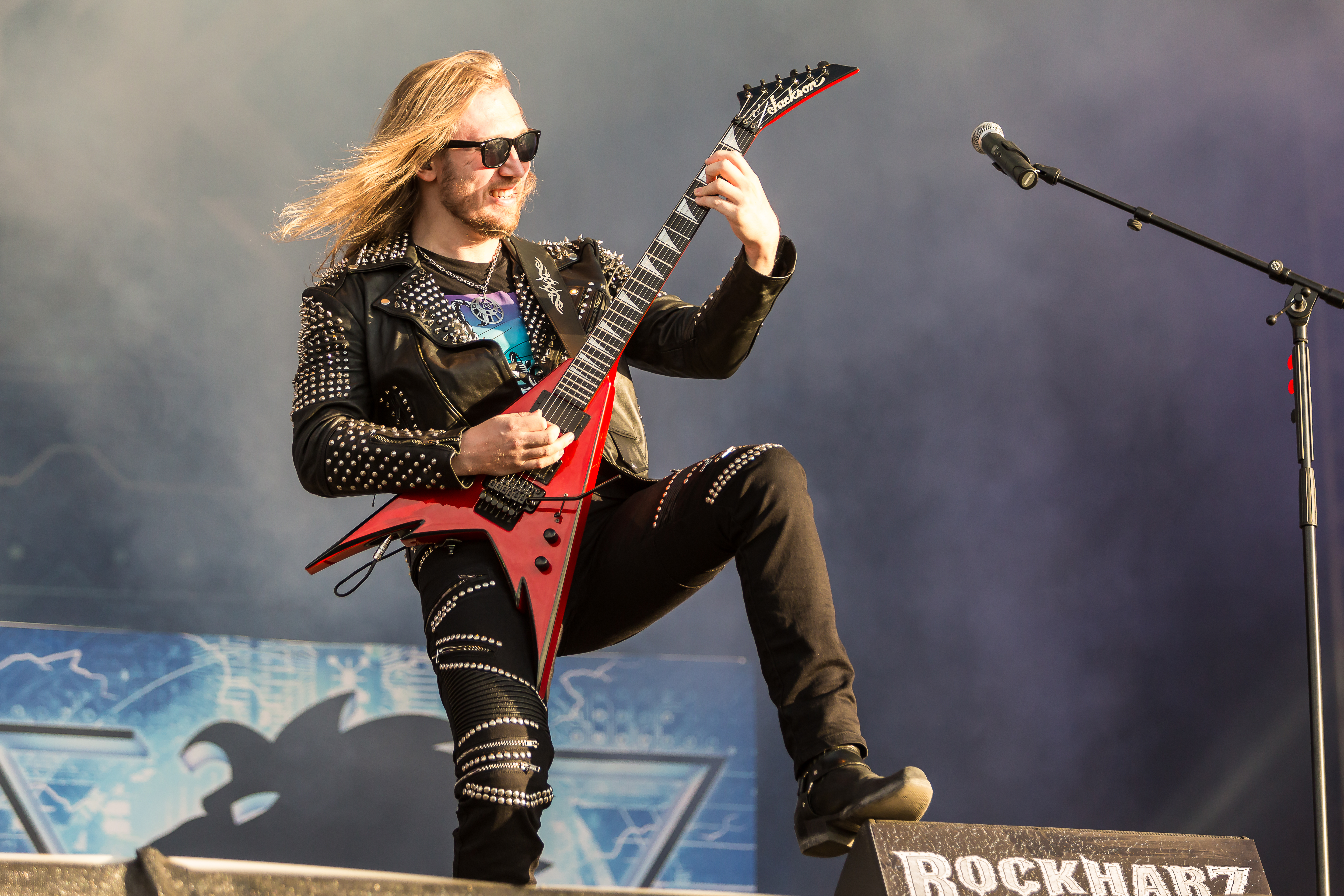
O guitarrista Anton Kabanen
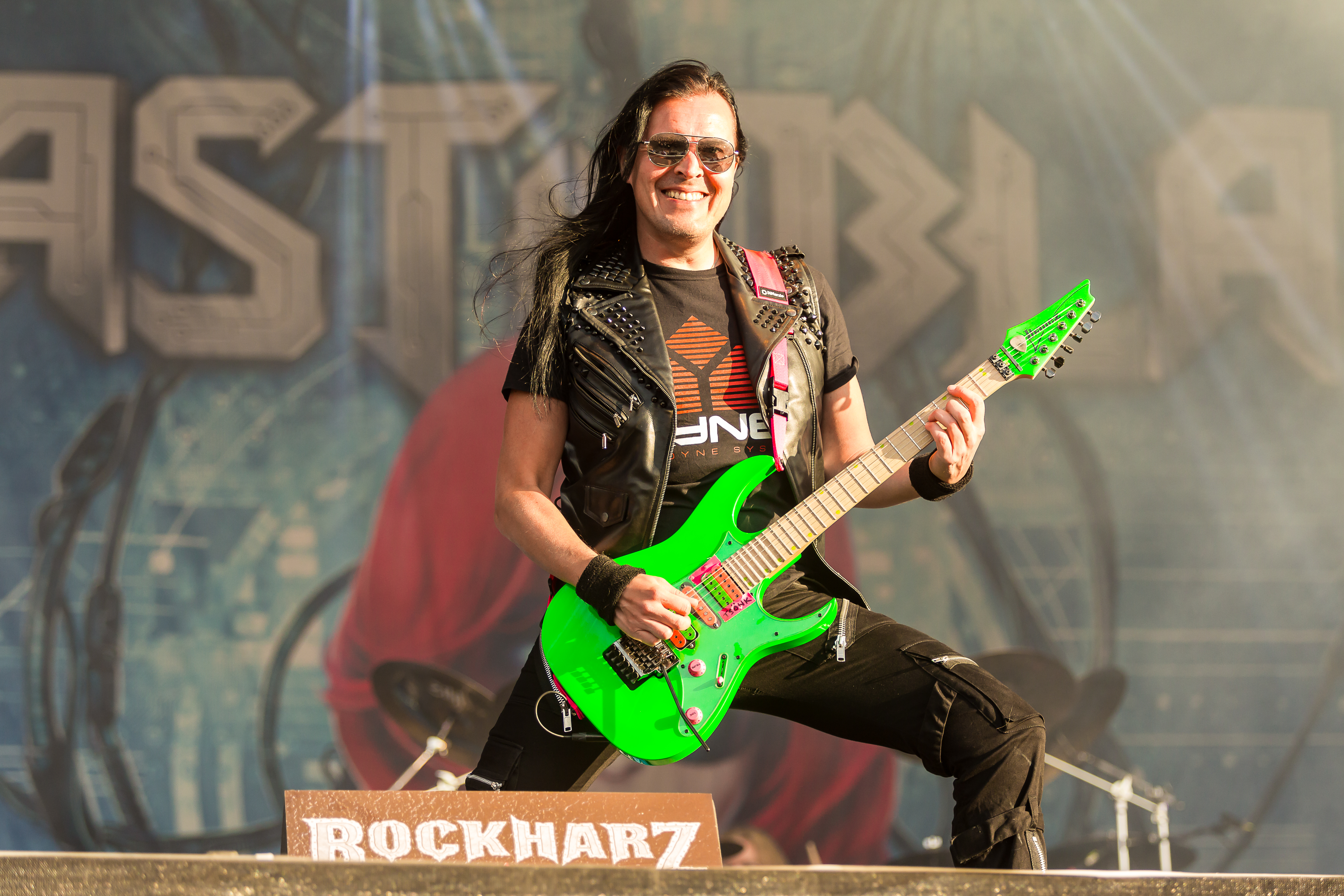
O guitarrista Kasperi Heikkinen
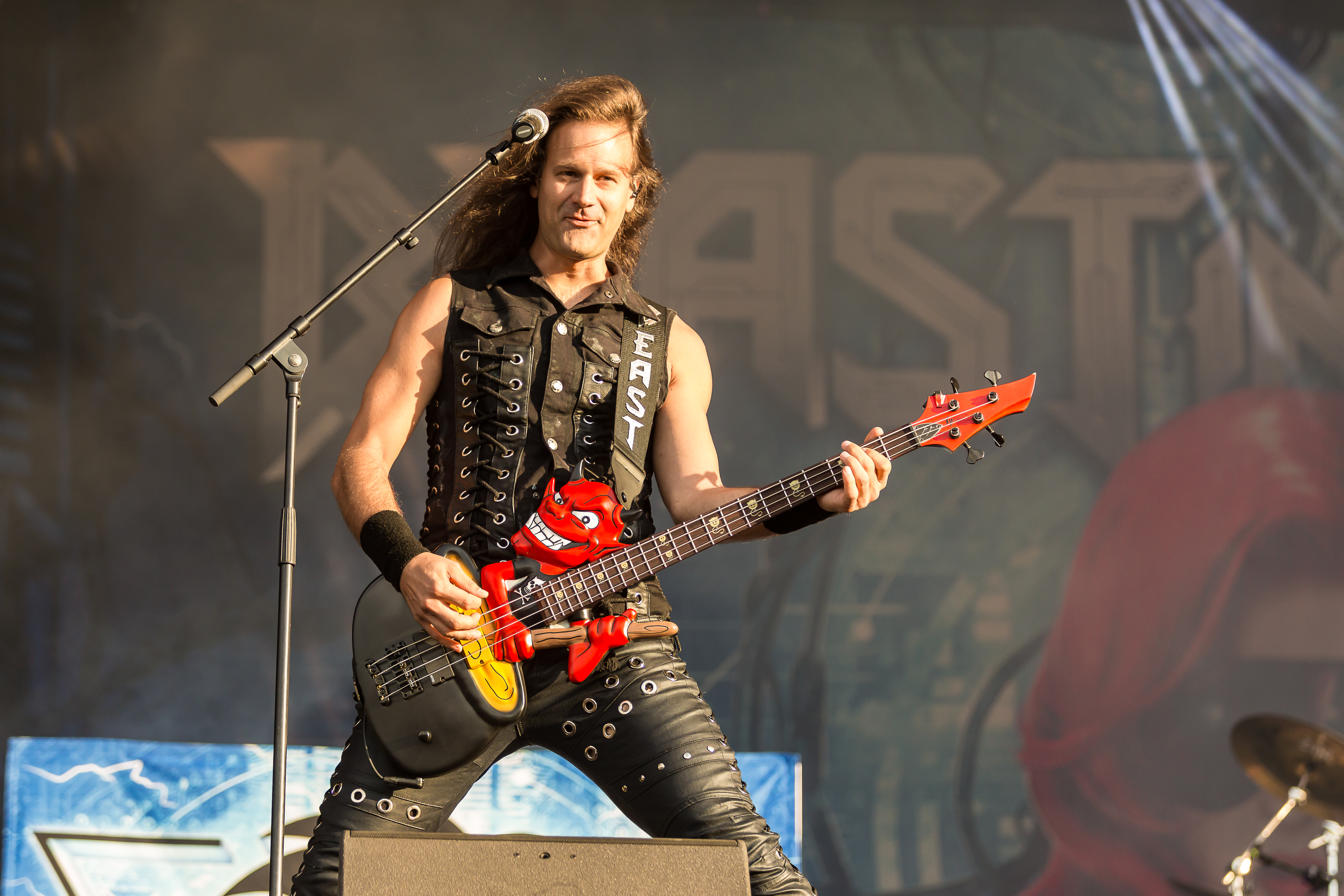
O baixista Mate Molnar
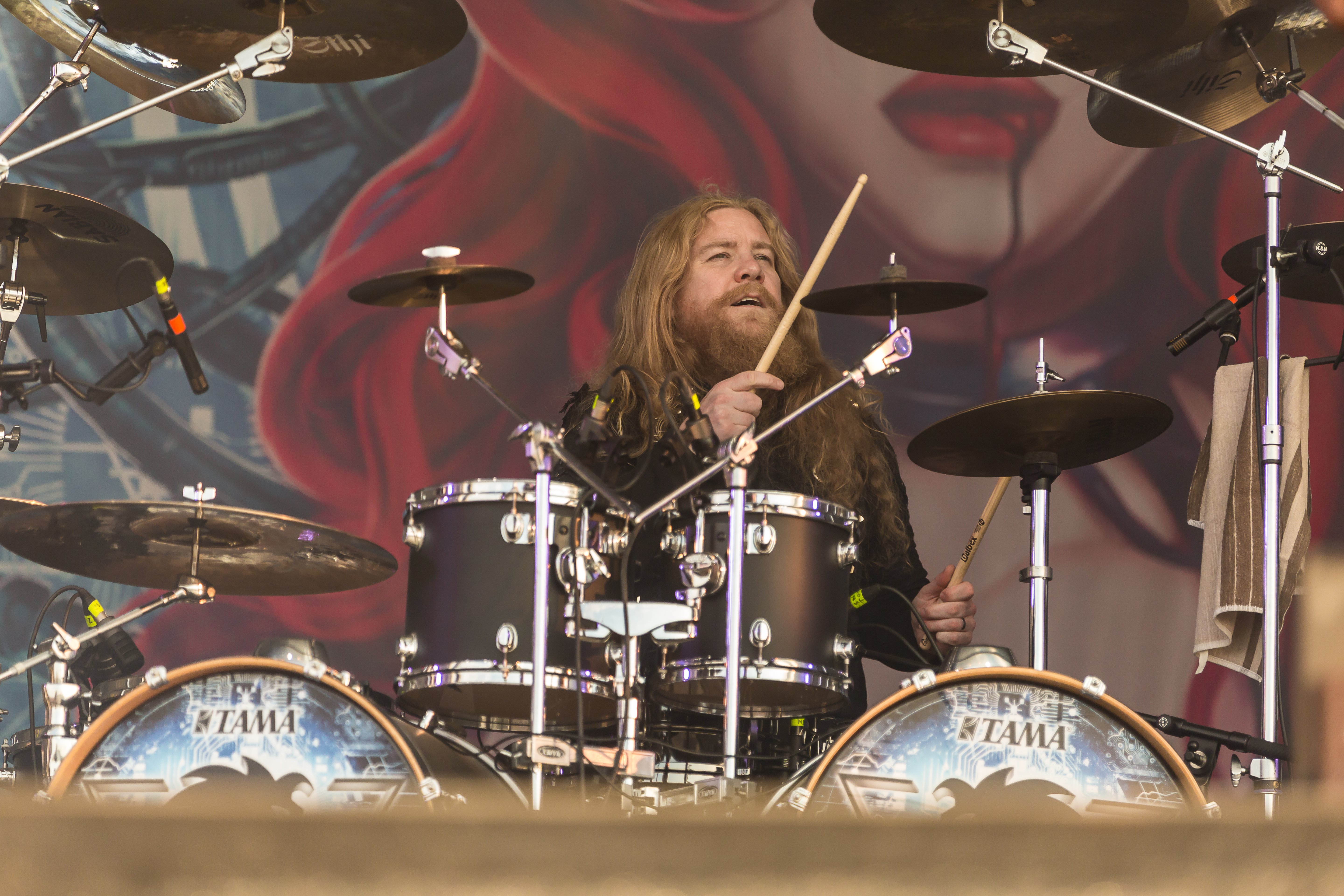
O baterista Atte Palokangas

Membros antigos
- Sami Hänninen – bateria (2015–2018)

## Discografia

### Álbuns
- Berserker (2017)
- From Hell with Love (2019)
- Dark Connection (2021)

### Singles
- "Blind and Frozen" (2017)
- "Beast in Black" (2017)
- "Born Again" (2017)
- "Zodd the Immortal" (2017)
- "Sweet True Lies" (2018)
- "Die by the Blade" (2019)
- "From Hell with Love" (2019)
- "Moonlight Rendezvous" (2021)
- "One Night in Tokyo" (2021)
- "Hardcore" (2021)